# Eilif Bårdsson
Eilif Bårdsson también Eilif Godeyjarl (n. 960) fue un caudillo vikingo de Bardstad (Barstad), Romsdal. Hijo del último monarca del reino de Romsdal, Bård Nesjekonge, siguió dominando el territorio como primer jarl bajo la Noruega unificada de aquel momento, inmersa en continuos conflictos y luchas por el poder entre los descendientes de Harald I de Noruega. A su muerte, los tres hijos de Eilif, fruto de su relación con Ragnhild Håkonsdatter, hija de Haakon Jarl, compartieron el poder y título de jarls: Ljót (n. 995), Orm Eilivsson (n. 998) quien llegaría a ser muy influyente en la corte de Harald Hardrada y el único que ostentaría el título de «jarl de Noruega» y Ragnvald (n. 990).
Eilif acumuló grandes riquezas de sus transacciones comerciales en Bjarmaland. Disponía de su propia flota y es probable que participase en la ruta comercial del Volga hasta el Caspio y Gorgan que eran plazas muy frecuentadas por los vikingos.